# 祁連圓柏
祁連圓柏（学名：Sabina przewalskii），柏科，常綠喬木，直徑約1.3毫米。葉為鱗形狀，球果卵圓形或近球形，內有一粒種子；種子扁圓形或寬到卵圓形，兩側有明顯的稜角，頂端寬圓、平截或微凹，中央常有凸鈍尖，表面有淺而不規則的樹脂槽。

## 文化
祁連圓柏在吐谷浑的墓葬文化中的地位是很重的，其时，柴达木盆地仍气候温暖湿润，柏树林唾手可得。